# Thuriféraire

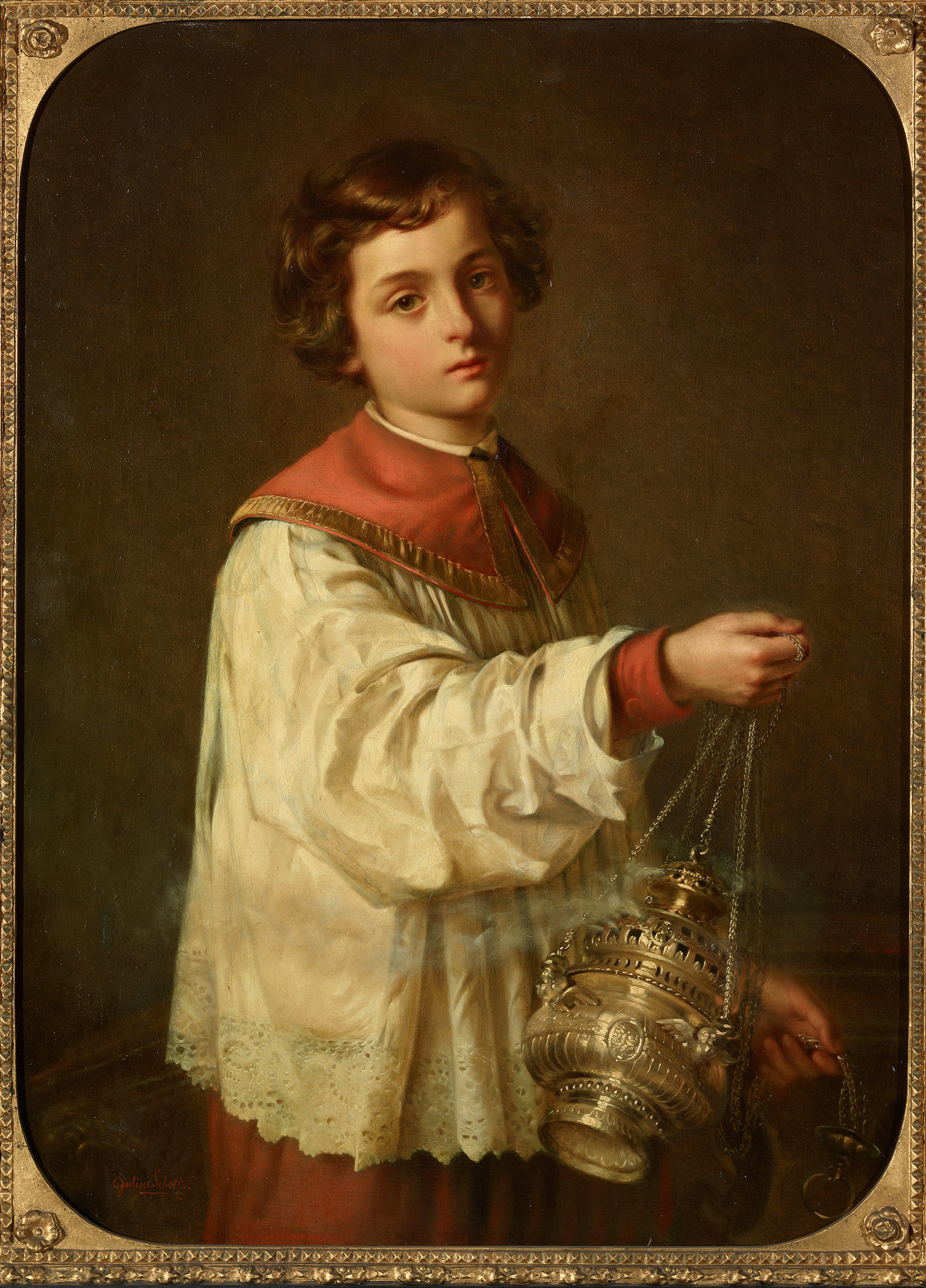
Enfant de chœur. Huile sur toile de Julius Scholtz représentant un thuriféraire qui rassemble le haut des chaînes de l'encensoir dans sa main fermée (1854).

Le terme thuriféraire (du latin turifer, « porteur d'encens », lui-même composé d'un mot grec θυς, thus, « l'encens » et du latin ferre, « porter ») désigne un servant d'autel chargé du maniement de l'encensoir lors de la messe ou de certains offices de la liturgie catholique, anglicane ou luthérienne. Il est parfois accompagné du naviculaire, servant qui s'occupe de porter la navette contenant l'encens.
La fumée de l'encens que porte le thuriféraire symbolise à la fois le respect, la purification, et la prière qui monte vers Dieu : « Que ma prière devant toi s'élève comme un encens » (Psaume 140), aussi le thuriféraire veille à ce que l'encensoir soit toujours allumé pendant la cérémonie.
L'encensoir est aussi utilisé lors de la Divine Liturgie orthodoxe, mais il est manié en général par un prêtre ou un diacre.
Thuriféraire est également un adjectif désignant tout porteur d'encens, comme les anges thuriféraires.

## Rôle du thuriféraire dans la messe selon le rite romain
Le thuriféraire intervient à de nombreuses reprises pendant la messe.
Avant que la célébration débute, le thuriféraire prépare l'encensoir. Puis, juste avant que débute la procession d'entrée, il fait imposer l'encens par le célébrant.

### Ouverture de la célébration
Le thuriféraire s'avance en tête de procession, avec l'encensoir fumant. Il est parfois accompagné du naviculaire, qui est légèrement en retrait par rapport à lui. L'encensoir se tient dans la main droite. En présence d'un naviculaire, le thuriféraire pose sa main gauche sur la poitrine. Sinon, il porte la navette de la main gauche, contre sa poitrine.
À la fin de la procession d'entrée, si le prêtre le désire, il peut encenser l'autel, la croix et le cierge pascal (lorsqu'il est présent). Le thuriféraire, qui se tient alors sur le côté droit de l'autel, lui tend alors l'encensoir fumant. Pendant que le prêtre encense, le thuriféraire l'accompagne en retenant sa chasuble ; il s'incline en même temps que lui quand cela est requis.

### Liturgie de la parole

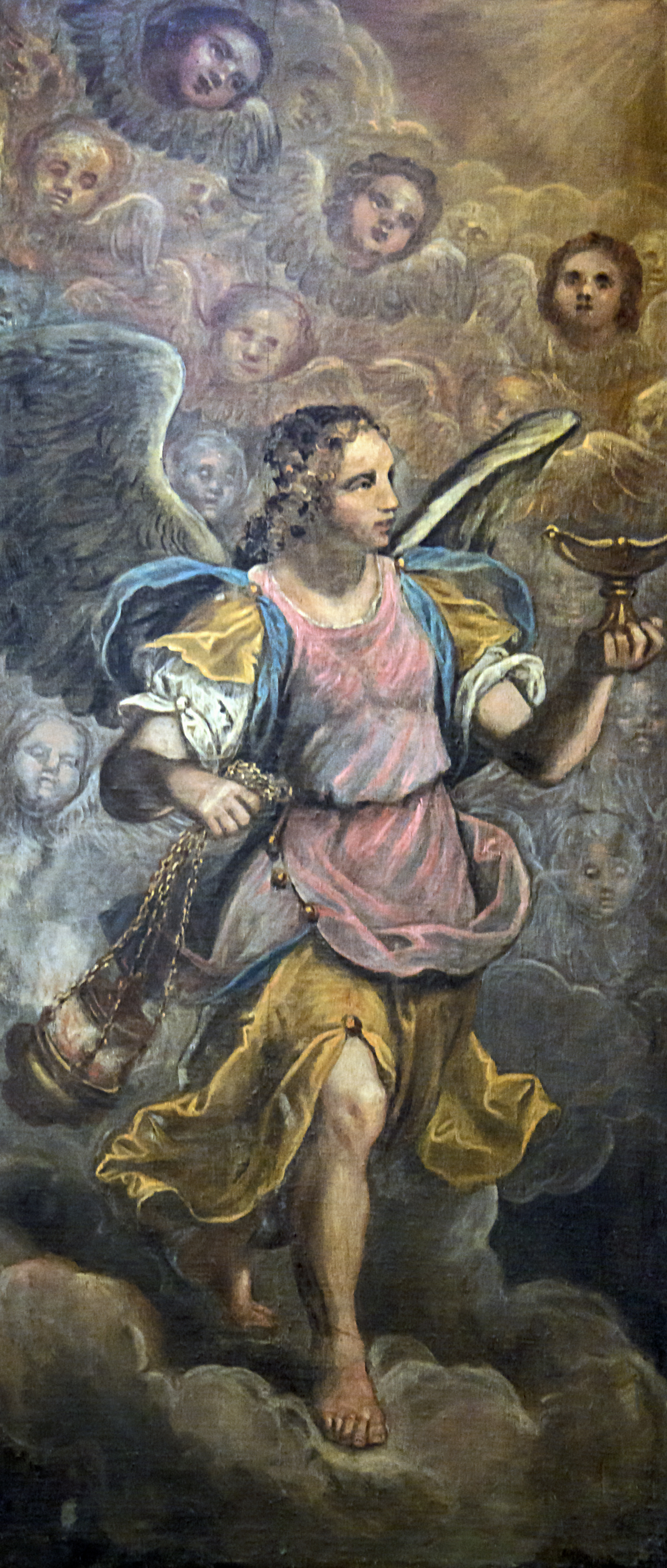
Ange thuriféraire par Le Tintoret.

Après la deuxième lecture, pendant l'Alleluia, le thuriféraire présente l'encensoir au ministre présidant la cérémonie, qui impose l'encens et le bénit. Puis le thuriféraire tend l'encensoir au ministre effectuant la lecture, qui encense le livre par trois coups doubles avant de commencer la lecture de l'Évangile.
Pendant la lecture de l'Évangile, le thuriféraire se tient en face de l'ambon et balance latéralement l'encensoir durant la lecture de l'Évangile.
À la fin de la lecture de l'Évangile, il dépose l'encensoir et retourne à sa place.

### Offertoire
Pendant l'offertoire, juste avant le rite du lavabo, le thuriféraire tend l'encensoir au prêtre qui met de l'encens, le bénit et encense ensuite les dons, la croix et l'autel. Puis, le thuriféraire encense le prêtre célébrant (par trois fois deux coups), puis les concélébrants éventuels, les diacres, puis les autres servants d'autel, et enfin l'assemblée (par trois fois un coup).

### Consécration
Juste après le Sanctus, le thuriféraire peut se diriger aux pieds de l'autel.
Pendant la consécration, lors de l'élévation de l'hostie et du calice, le thuriféraire les encense tour à tour, à genoux face à l'autel, par trois fois trois coups cette fois-ci. Il regagne sa place en principe après la doxologie, ou parfois au moment de l'anamnèse.

### Envoi
L'encens n'est pas employé pendant la procession d'envoi. Cependant, il est d'usage en certaines églises de placer le thuriféraire sans encensoir en tête de la procession.

## Sens figuré
Au sens figuré, un thuriféraire désigne une personne qui, portant une estime démesurée à une personnalité de renom ou de premier plan, savante ou politique, religieuse ou littéraire, la croit digne de toutes les louanges et la défend agressivement contre les moindres critiques ou mises en doute des détracteurs éventuels ; si le porteur de louanges et le défenseur de l'œuvre idéalisée est hypocrite ou peu sincère, agissant par intérêt courtisan, il devient vite un flatteur, un flagorneur, cette métaphore attestée en 1801 dans un usage littéraire rappelant le rôle de l'encenseur qui offrait de l'encens aux dieux, activité proche de l'idolâtrie.

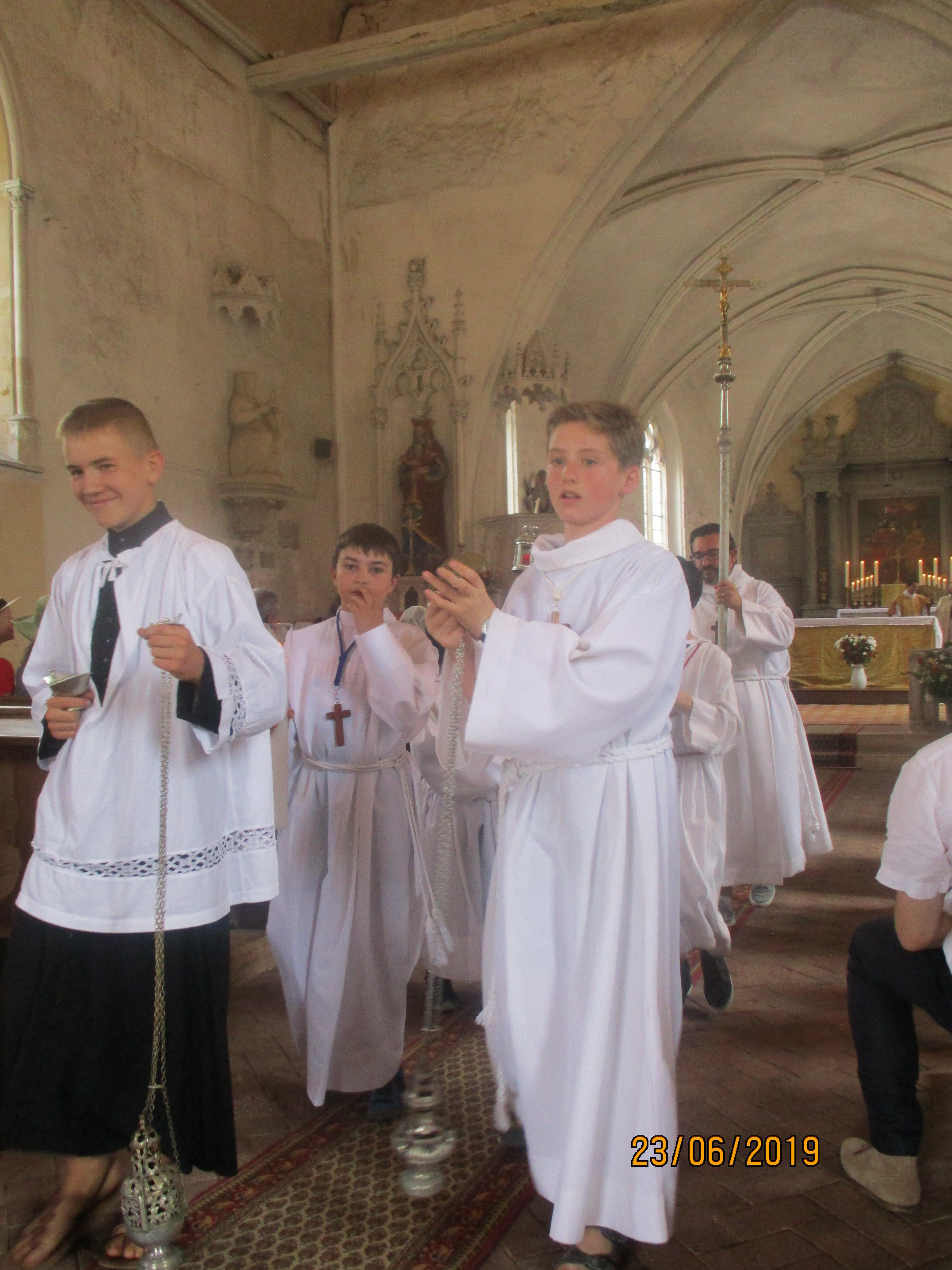
Thuriféraires au début de la procession de la Fête-Dieu en France.
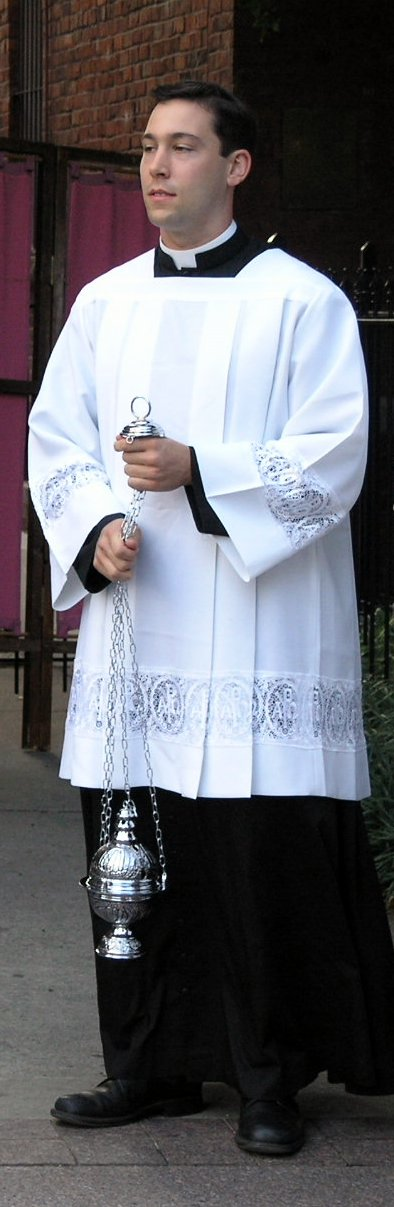
Un thuriféraire portant un surplis blanc.